# Мрки медвед
Мрки медвед (лат. Ursus arctos), врста је звери из породице медведа, широко распрострањена у северној Евроазији и Северној Америци. У Северној Америци популације смеђих медведа често се називају гризли. Један је од највећих живих земаљских припадника реда Carnivora, чији је ривал по величини само његов најближи сродник, поларни медвед (Ursus maritimus), који је много мање варијабилан по величини и нешто већи у просеку.
Медвед је најнезграпнија и најтежа звер Европе. Покрети му делују неспретније него што стварно јесу. Његова силна снага и јаке канџе олакшавају му пешачење. Пење се по стенама а може да се попне и на дрво. Не плаши се воде и често улази у њу да се расхлади. Више је упућен на биљну него на животињску храну мада једноставно једе (ждере) све што је јестиво. Обожава мед, а са времена на време ухвати и неку рибу. Ако је навикао на животињску храну постаје грабљивац у правом смислу те речи. Тада прогони све веће животиње (овце, коње и различиту дивљач). Зиму проводи у сну у свом брижљиво спремљеном брлогу, где женка током зиме доноси на свет 1-3 мечета.
Главни ареал смеђег медведа обухвата делове Русије, средње Азије, Кине, Канаде, Сједињених Држава, Хокаида, Скандинавије и Карпатске области, посебно Румунију, Анатолију и Кавказ. Смеђи медвед препознат је као национална и државна животиња у неколико европских земаља.

## Распрострањеност и станиште
Некада је мрки медвед био распрострањен по читавој Евроазији и Северној Америци. У Европи, никада није живео једино на Исланду и на Средоземним острвима – Сардинији, Корзици и Кипру. Данас је у западној Европи практично истребљен, а преостале популације су мале, међусобно одвојене и у нестајању. Стабилне популације мрког медведа одржане су у централној и источној Европи и у Скандинавији. Ограничена величина расположивог станишта и велик простор потребан за живот сваког медведа, онемогућавају значајнији раст популација, због чега се овај медвед сврстава у ретке и заштићене врсте.
Мрки медведи су некада настањивали низијске шуме, поплавне и травнате долине. Временом човек је медведа потиснуо у брдска пошумљена подручја. Пресудну улогу за опстанак медведа имају белогоричне шуме (буква, храст, кестен), подручја густиша и ливада. Посебно је важна могућност кретања медведа у свим смеровима укључујући и зоне различитих надморских висина. 
Медвед сваке ноћи тражи храну, а дању се повлачи у мирна и густо обрасла подручја где прави дневни лежај. У пролеће посећује нижа подручја са ранијом вегетацијом, а у јесен залази у шуме са великим количинама хранљивих плодова – буквица, кестен, жир. Зими се повлачи у тешко приступачна и мирна подручја ради брложења. Веома је важно да медвед има приступ сваком делу станишта, како животни циклус не би био поремећен. Најмања површина станишта за једног мрког медведа је 250 km².

## Опис о Мрквом медведу
Мрки медвед има здепасто тело које се завршава кратким репом, шиљату њушку, заобљене уши, снажне вилице и јаке, оштре зубе. Већина мрких медведа има изразиту грбу на леђима. Има страховиту снагу. Чељустима може одвући плен масе и до 300 kg. Иако изгледа незграпно, веома је спретан. Може се кретати усправно на задњим ногама, трчати, пењати по дрвећу и стрмим стенама, и добро пливати.
Пошто живи на различитим стаништима, тако му и величина варира. Већина мрких медведа тешка је између 130 и 300 килограма. Одрасле женке мрког медведа које живе у Европи теже просечно 100 kg, а мужјаци 150 kg, док поједини примерци пређу и 300 kg.
Гризли медвед и сибирски мрки медвед теже између 350 – 400 kg. Кодијачки мрки медвед са острва Кодијак је вероватно највећи и може тежити до 800 килограма, а када се усправи на задње ноге висок је 3,7 m. Током године тежина медведа варира, највећа је у касну јесен пред брложење, а најмања почетком лета односно крајем сезоне парења.
Тело им је прекривено дугом длаком и густом поддлаком, која је лети ређа него зими. Боја длаке знатно варира од подручја до подручја. Најчешће је у свим варијантама мрке боје, али може бити и сивкаста, плавкаста или скоро црна. Обично су једнобојни. 
На прстима ногу су канџе које су на предњим ногама посебно дугачке (5 до 6 cm.) и снажне. Њима медвед раскопава земљу, труле пањеве и мравињаке, преврће камење, убија и кида плен.

## Исхрана
Мрки медведи су сваштоједи. Исхрана им варира у зависности од доба године и територије на којој се налазе. Иако спадају у месождере, медведи око 95% својих потреба задовољавају биљном храном – једу бобице, воће, корење, траве, млади кукуруз, жир букве, кестен. Остатак њихове хране сачињавају бескичмењаци, риба и стрвине већих животиња. Понекад напада и крупније сисаре – срндаће, јелене, лосове. У Северној Америци понекад убије и поједе знатно мањег Америчког црног медведа.

## Животни циклус
Мрки медведи живе усамљеничким животом. Они су строго територијалне животиње. Мужјак се приближава женки само у сезони парења. Често се територија једног мужјака преклапа са територијом више женки. 
Медведи се паре од краја маја до половине јула. Мужјаци тада прелазе велике удаљености, међусобно се боре ако се нађу уз исту женку, а сваки се труди да оплоди што више њих. Женка се у једној сезони може парити са више мужјака, па постоји могућност да сви млади из једног легла не буду од истог оца. Анализама ДНК којима се утврђује очинство утврђено је да се проценат младунаца у леглима који имају различитог оца креће до 29%. Млади се рађају усред зиме, за време брложења. Мужјак је посебно опасан по младунце и често их убијају, како би подстакли женку на поновно парење.
Медвед зиму проводи у посебно одабраном и припремљеном брлогу. Већина брлога у нашим крајевима је у мањим шупљинама стена, а мањи број између жила корења великих стабала, или на отвореном односно под крошњама великих стабала. У брлогу медвед припреми удобан лежај од суве траве, лишћа и гранчица. У њега се увуче пре него што падне снег, како га не би одао траговима. Када је сигуран у своју безбедност, заспи и буди се тек у пролеће. То није прави зимски сан, већ више мировање, односно неактивност, при чему се могу врло лако пробудити. Неопходну енергију црпи искључиво из залиха сала, задржавајући телесну температуру на око 35 °C. Скотне женке у првој половини јануара рађају једно до четири младунчета масе око 350 гр. Они су потпуно слепи и без длаке. Зависни су од непосредног контакта са телом мајке која их греје и храни млеком. Млади сисају до почетка априла када напуштају брлог и следе мајку у потрази за храном. Са њом проводе прву годину живота и следећу зиму у брлогу, а одвајају се од ње када се она поново пари. Понекад, након парења, мајка допушта прошлогодишњим младунцима да је прате до јесени, када прави нови брлог где ће окотити ново легло.
Мрки медвед живи повучено и само изузетно може постати агресиван према човеку и другим животињама, а у томе предњачи северноамерички медведи. Европски мрки медвед је мирнији и радије избегава људе, али женке постају опасне у време одгајања младих.

## Подврсте
Смеђи медвед се понекад назива и bruin, што је назив проистекао из средњеенглеског. Ово име је настало у басни Историја Рејнара Лисице коју је превео Вилијам Какстон са средњехоландског bruun или bruyn, што значи браон (боја). Средином 19. века у Сједињеним Државама, мрки медвед је називан „Стари Ефрејм“, а понекад и „Мокасински Џо“.
Подврсте мрког медведа:
- евроазијски мрки медвед (Ursus arctos arctos) Linnaeus, 1758;
  - апенински мрки медвед (Ursus arctos marsicanus) Altobello, 1921;[17]
- источносибирски мрки медвед (Ursus arctos collaris) F. G. Cuvier, 1824;
- камчатски мрки медвед (Ursus arctos beringianus) Middendorff, 1851;
- усурски мрки медвед (Ursus arctos lasiotus) Gray, 1867;
- тибетски плави медвед (Ursus arctos pruinosus) Blyth, 1854;
- хималајски мрки медвед (Ursus arctos isabellinus) Horsfield, 1826;
- сиријски мрки медвед (Ursus arctos syriacus) Hemprich & Ehrenberg, 1828;
- атласки мрки медвед (Ursus arctos crowtheri) Schinz, 1844;
- гризли обични (Ursus arctos horribilis) Ord, 1815;
  - мексички гризли , 1914;[17]
- калифорнијски гризли , 1896;
- Доловоострвски мрки медвед или гризли , 1896;
- ситкански мрки медвед или гризли , 1896;
- стикински мрки медвед или гризли Merriam, 1914;
- аљаски мрки медвед или гризли , 1896;
- полуострвоаљаски мрки медвед или гризли (Ursus arctos gyas) Merriam, 1902;
- кодијачки мрки медвед или гризли Merriam, 1896.